# Borek Zakouřil
Boris „Borek“ Zakouřil (* 11. listopadu 1976 Liberec) je bývalý český alpský lyžař, který závodil v letech 1993–2006.
Startoval na ZOH 2002 a 2006, jeho nejlepším umístěním bylo 12. místo v kombinaci v Salt Lake City 2002. Světových šampionátů se zúčastnil v letech 1996, 1997, 2001, 2003 a 2005, nejlépe byl devatenáctý v kombinaci na MS 2005.
Po ukončení kariéry se stal expertem v České televizi v pořadu S ČT sport na vrchol.